# Lasioglossum divergenoides
Lasioglossum divergenoides är en biart som först beskrevs av Mitchell 1960.  Lasioglossum divergenoides ingår i släktet smalbin, och familjen vägbin. Inga underarter finns listade i Catalogue of Life.
Arten anses numera vara en synonym till Lasioglossum versans.